# San Salvador
San Salvador (hiszp. San Salvador – „Święty Zbawiciel”) – stolica Salwadoru położona w środkowej części kraju, u stóp wulkanu San Salvador, około 35 km na północ od wybrzeża Oceanu Spokojnego. Miasto zamieszkuje 316,1 tys. (2007), a całą aglomerację – około 2,1 mln osób (2003).
Miasto zostało założone w 1525 r. w dniu Przemienienia Pańskiego po walnym zwycięstwie nad krajowcami, ale do naszych czasów zachowało się niewiele zabytków epoki kolonialnej. Miasto było bowiem kilkanaście razy zniszczone na skutek wybuchów wulkanu i trzęsień ziemi (ostatnio w 1986). Po tragicznym trzęsieniu z 1854 stolica została na krótko przeniesiona do powstałego kilkanaście kilometrów na zachód miasta Nueva San Salvador. Zniszczenia pogłębiła powódź w 1934, a w bliższych nam czasach działania zbrojne wojny domowej w latach 80. XX wieku.
San Salvador ma dobre połączenia komunikacyjne z resztą kraju. Położony jest przy Autostradzie Panamerykańskiej. Na wybrzeże pacyficzne prowadzi asfaltowa droga do portu La Libertad i linia kolejowa do innego portu Acajutla. Do lat 70. XX wieku międzynarodowy port lotniczy znajdował się w mieście Ilopango, obecnie główny port lotniczy dla San Salvador Aeropuerto Internacional de El Salvador znajduje się 50 km bardziej na południe. W San Salvador znajdują się trzy uniwersytety, w tym najstarszy założony w 1841. Miasto jest ważnym ośrodkiem handlowym i przemysłowym kraju (głównie spożywczy, włókienniczy, obuwniczy, maszynowy, elektrotechniczny i drzewny).
Najważniejsze zabytki San Salvador to katedra w stylu kolonialnym (Catedral Metropolitana) oraz budynki rządowe i użyteczności publicznej z końca XVIII, XIX i początków XX wieku, m.in. Palacio Nacional (pałac narodowy, dawna siedziba rządu, obecnie muzeum), Casa Presidencial (siedziba prezydenta) czy Teatro Nacional de El Salvador (teatr narodowy).

## Zespół miejski San Salvador
San Salvador stanowi centrum gęsto zaludnionego obszaru metropolitalnego, obejmującego następujące miasta:
| Miasto/gmina      | Departament  | Liczba ludności (miasto) w 2007 | Liczba ludności (gmina) w 2007 | Powierzchnia gminy w km² | Gęstość zaludnienia gminy w os./km² w 2007 |
| ----------------- | ------------ | ------------------------------- | ------------------------------ | ------------------------ | ------------------------------------------ |
| San Salvador      | San Salvador | 316 090                         | 316 090                        | 72,25                    | 4375                                       |
| Soyapango         | San Salvador | 241 403                         | 241 403                        | 29,72                    | 8123                                       |
| Mejicanos         | San Salvador | 140 751                         | 140 751                        | 22,12                    | 6363                                       |
| Apopa             | San Salvador | 131 286                         | 131 286                        | 51,84                    | 2533                                       |
| Delgado           | San Salvador | 112 161                         | 120 200                        | 33,42                    | 3597                                       |
| Santa Tecla       | La Libertad  | 108 840                         | 121 908                        | 112,20                   | 1087                                       |
| Ilopango          | San Salvador | 103 862                         | 103 862                        | 34,63                    | 2999                                       |
| Cuscatancingo     | San Salvador | 66 400                          | 66 400                         | 5,40                     | 12 296                                     |
| San Martín        | San Salvador | 66 004                          | 72 758                         | 55,84                    | 1303                                       |
| San Marcos        | San Salvador | 63 209                          | 63 209                         | 14,71                    | 4297                                       |
| Tonacatepeque     | San Salvador | 48 118                          | 90 896                         | 67,55                    | 1346                                       |
| Ayutuxtepeque     | San Salvador | 34 710                          | 34 710                         | 8,41                     | 4127                                       |
| Antiguo Cuscatlán | La Libertad  | 33 698                          | 33 698                         | 19,41                    | 1736                                       |
| Nejapa            | San Salvador | 16 530                          | 29 458                         | 83,36                    | 353                                        |
| RAZEM             |              | 1 423 662                       | 1 506 959                      | 610,86                   | 2467                                       |

## Miasta partnerskie
- Gwatemala, Gwatemala
- Los Angeles, Stany Zjednoczone
- Madryt, Hiszpania
- Managua, Nikaragua
- Meksyk, Meksyk
- San Pedro Sula, Honduras
- Tajpej, Republika Chińska